# Zgniotek szkarłatny
Zgniotek szkarłatny (Cucujus haematodes)  – chrząszcz z rodziny zgniotkowatych. 

## Morfologia
Dorosłe osobniki osiągają 13–17 mm długości. Całe ciało jest barwy czerwonej, oprócz czarnego wierzchołka żuwaczek.

## Biologia
Jak inni przedstawiciele rodzaju, jest gatunkiem saproksylicznym. Jego cykl życiowy związany jest ze starymi pniami drzew iglastych, głównie świerków i jodeł. Dzieli siedlisko z innymi gatunkami chrząszczy, m.in. ponurkiem Schneidera, rozmiazgiem kolweńskim, sprężykiem Cardiophorus nigerrimus i spichrzelem Dendrophagus crenatus.

## Podgatunki
- C. haematodes haematodes Erichson, 1845
- C. haematodes caucasicus Motschulsky, 1845
- C. haematodes opacus Lewis, 1888

## Występowanie
Gatunek palearktyczny. Zasięg występowania obejmuje Europę od Finlandii na północy, po Grecję, Włochy i Bośnię na południu. Kaukaz zamieszkuje podgatunek C. haematodes caucasicus. W Azji występuje w Rosji i Chinach; najbardziej na wschód w Japonii i na Tajwanie (podgatunek C. haematodes opacus).

## Ochrona
Gatunek figuruje na czerwonych listach w Czechach, Słowacji, Finlandii i Hiszpanii. W Polsce objęty jest ścisłą ochroną gatunkową.